# 丹尼斯·斯坦福
丹尼斯·斯坦福（1943年5月13日—2019年4月24日）是一位美国考古学家和古生態學家，专攻古印地安人的克洛維斯文化，史密森尼学会的美国国立自然历史博物馆研究员。